# Lisado amebocitario de Limulus
El lisado amebocitario de Limulus (LAL) es un extracto acuoso de células sanguíneas (amebocitos) del cangrejo herradura del Atlántico (Limulus polyphemus). El LAL reacciona con el lipopolisacárido (LPS) de la endotoxina bacteriana, que es un componente de la membrana de las bacterias gramnegativas. Esta reacción es la base de la prueba de LAL, que se utiliza ampliamente para la detección y cuantificación de la endotoxina bacteriana.
En Asia, se utiliza ocasionalmente una prueba similar de lisado amebocitario de Tachypleus (TAL) basada en los cangrejos herradura locales Tachypleus gigas o Tachypleus tridentatus. El ensayo de factor C recombinante (rFC) es un sustituto del LAL/TAL basado en una reacción similar. 

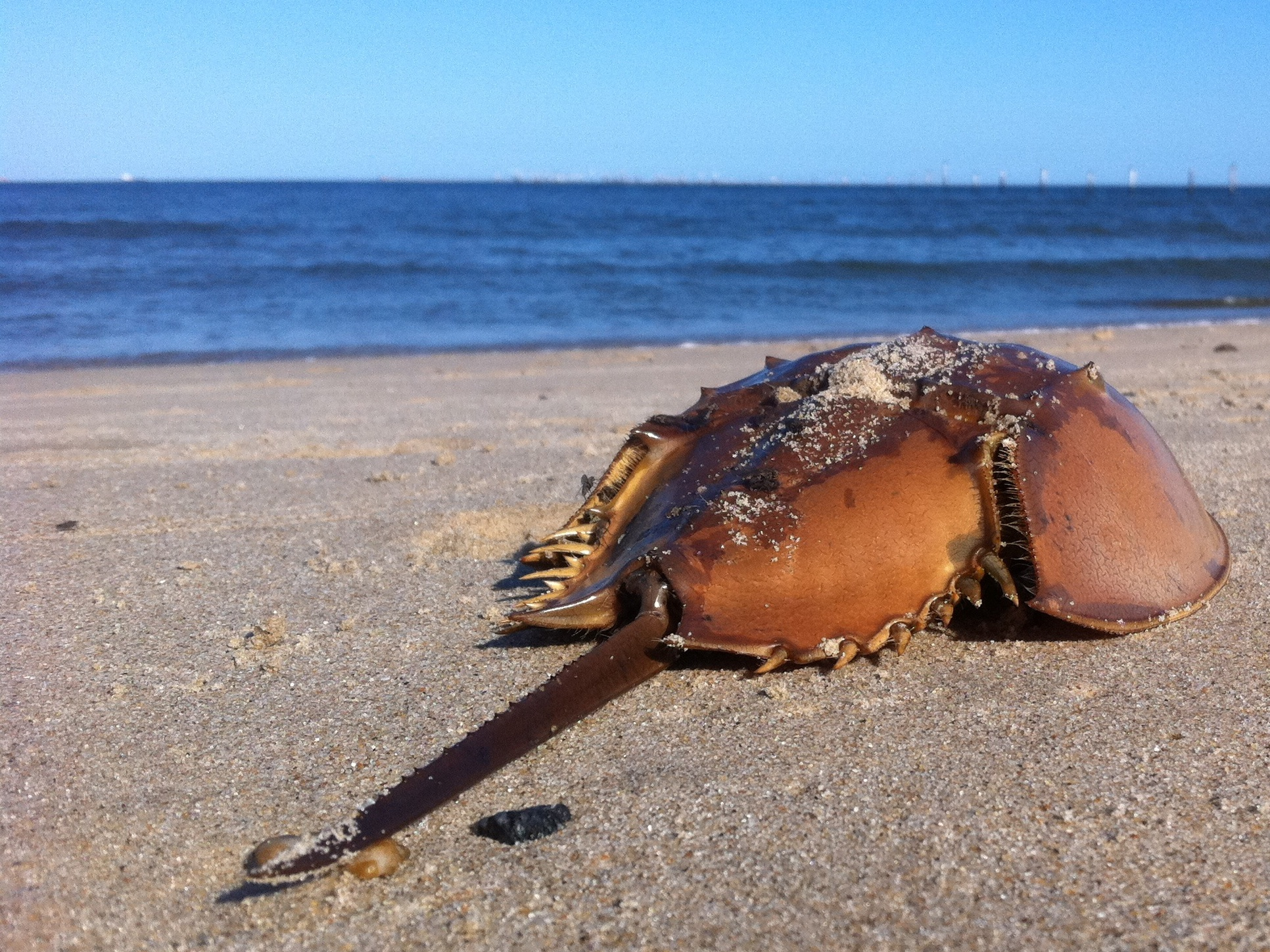

## Antecedentes
El investigador médico estadounidense Fred Bang informó en 1956 que las bacterias gramnegativas, incluso si están muertas, harán que la sangre del cangrejo herradura se convierta en una masa semisólida. Más tarde se reconoció que las células sanguíneas del animal, células móviles llamadas ameobocitos, contienen gránulos con un factor de coagulación conocido como coagulageno; este se libera fuera de la célula cuando se encuentra con la endotoxina bacteriana. La coagulación resultante (gelación) se cree que contiene infecciones bacterianas en el sistema circulatorio semicerrado del animal. 
El análisis moderno del lisado ha llevado a la comprensión de este sistema de cascada, con múltiples enzimas que trabajan en secuencia para producir el gel. El punto de entrada de la coagulación inducida por endotoxinas es el factor C de Limulus. 
En 1977, la Administración de Alimentos y Medicamentos de los Estados Unidos (FDA) aprobó el LAL para probar medicamentos, productos y dispositivos que entran en contacto con la sangre. Antes de esa fecha, se había utilizado una prueba mucho más lenta y costosa en conejos para este propósito.

## Proceso de extracción
Los cangrejos herradura se recolectan y se extrae la sangre de su pericardio. Algunos cangrejos se devuelven al agua, mientras que otros se venden para ser comidos o utilizados como cebo. Las empresas que extraen LAL de los cangrejos herradura declararon antes de 2008 que las tasas de mortalidad eran inferiores al 3 %. Sin embargo, un estudio de 2009 de la División de Pesca Marina de Massachusetts declaró que estudios anteriores encontraron una mortalidad del 5 al 15 % para los machos y una estimación del 29 % para las hembras. El propio estudio encontró una mortalidad del 22 % para las hembras devueltas al agua inmediatamente y del 30 % para las hembras mantenidas durante la noche para representar la práctica comercial.
Las células sanguíneas se separan del suero mediante centrifugación y luego se colocan en agua destilada, lo que hace que se hinchen y exploten ("lisis"). Esto libera los productos químicos del interior de la célula (el "lisado"), que luego se purifica y se liofiliza. Para probar una muestra para detectar endotoxinas, se mezcla con lisado y agua; las endotoxinas están presentes si se produce coagulación.

## Prueba de LAL
Existen tres metodologías básicas: gel-coágulo, turbidimétrica y cromogénica. La aplicación principal del LAL es la prueba de productos farmacéuticos parenterales y dispositivos médicos que entran en contacto con la sangre o el líquido cefalorraquídeo. En los Estados Unidos, la FDA ha publicado una guía para la validación de la prueba de LAL como prueba de endotoxinas para dichos productos.
La cascada de LAL también se desencadena por el (1,3)-β-D-glucano, a través de un factor G diferente. Tanto las endotoxinas bacterianas como el (1,3)-β-D-glucano se consideran patrones moleculares asociados a patógenos, o PAMP, sustancias que elicitan respuestas inflamatorias en los mamíferos.

## Superación de la inhibición y el aumento
Uno de los aspectos más laboriosos de la prueba de endotoxinas mediante LAL es el tratamiento previo de las muestras para superar la inhibición de la prueba que puede interferir con la prueba de LAL de manera que se vea afectada la recuperación de la endotoxina. Si el producto que se está probando hace que la recuperación de la endotoxina sea menor de lo esperado, el producto es inhibidor de la prueba de LAL. Los productos que causan valores más altos de lo esperado son potenciadores.